# Аксаков, Сергей Сергеевич (композитор)
Серге́й Серге́евич Акса́ков (24 декабря 1890 [5 января 1891], Самара, Самарская губерния, Российская империя — 4 сентября 1968, Минск, БССР, СССР) — советский композитор.

## Биография
Его отец, коллежский секретарь Сергей Григорьевич Аксаков, был внуком С. Т. Аксакова; мать, Серафима Ивановна, — дочь контр-адмирала И. И. Свешникова. На момент его рождения в семье уже было двое детей: Старшей Марии в это время было почти 6 лет, Константину — три года.
Учился сначала в Поливановской гимназии в Москве, — вместе с Сергеем Шервинским и Александром Алехиным. Затем  — при Московской консерватории и в частных студиях: по классу рояля  — у профессора К. Н. Игумнова, композиции — у А. Т. Гречанинова, музыковедения — у профессора Энгеля, спецпредметами — у А. Н. Корещенко. К 1911 году он усвоил полный объём программы консерватории, но по настоянию отца, как это было заведено в роду Аксаковых, поступил в Императорский Александровский лицей. Продолжал заниматься музыкой у композитора С. М. Ляпунова.
После окончания лицея в мае 1914 года, С. С. Аксаков поступил на службу в Государственную канцелярию — в отделение Свода законов. Одновременно, как пианист, он выступал с концертами в Москве, Киеве, Минске, а его первые нотные сочинения увидели свет в Петрограде и Киеве. Женился на дочери генерала от инфантерии Е. Е. Усаковского (1851 — после 1905), Вере.
16 февраля 1915 года Аксаков, прервав государственную службу, поступил в Пажеский корпус, где по окончании ускоренного курса ему было присвоено офицерское звание. В 1916 году он в качестве начальника отряда Общества Красного Креста был направлен в Полоцк, затем в Ригу и Псков. В 1918 году отряд был расформирован, и Аксаков уехал к семье в Самару, откуда после 1920 года вместе с женой Верой и дочерью Верой уехал в Харбин. Работал и заведующим климатической станцией на КВЖД, и в штате врачебно-санитарной части, и агентом экономического бюро. Через некоторое время начал педагогическую деятельность в Харбинской высшей музыкальной школе имени Глазунова. Жена вскоре ушла к богатому эмигранту Василию Ивановичу Лаврову.
Незадолго до конфликта на КВЖД Аксаков получил приглашение работать в Шанхайской государственной консерватории в качестве профессора фортепианного класса. В 1930 году он открыл собственную музыкальную студию, купил дом в Шанхае. В феврале 1930 года С. С. Аксаков впервые в эмиграции заявил о себе как композитор. Один из рецензентов отмечал:

Проживающим сейчас в Шанхае музыкальным критиком и композитором С. С. Аксаковым … до сего времени написано 30 отдельных романсов, много фортепианных пьес, симфоническая картина «Из Данте», сонаты, несколько хоров, начата опера «Психея» и др. … Особенно глубок и волнующ цикл вокальных интерпретаций произведений замечательной русской поэтессы Анны Ахматовой. Есть у С. Аксакова и музыка на слова такого сложного автора, как Алексей Ремизов. 

«Шанхайская Заря», в обзоре иностранных газет, писала: 

В воскресном номере иллюстрированного приложения к «Норд Чайна Дэйли Ньюз» почти целая страница посвящена творчеству композитора С. С. Аксакова. Имеется портрет этого русского композитора. Напечатана, в весьма лестных выражениях, его биография. Кроме того, приложено факсимиле одной из последних композиций С. С. Аксакова «Этюд романтик»

В 1934 году Аксаков женился на дочери богатого домовладельца Клавдии Степановне Ивановой-Колударовой, которая была младше его на 15 лет и от которой он имел ещё двух дочерей, Ирину (род. 1939) и Ольгу (род. 1942).
В 1946 году семья Аксаковых получила советское гражданство. В Обществе граждан СССР в Шанхае Сергей Сергеевич читал цикл лекций по истории музыки, выступал в дни государственных праздников и знаменательных дат. Болезнь и последующая смерть брата Константина в 1950 году отложила возвращение на родину и позволила избежать неминуемой участи первых возвращенцев — сталинских лагерей. Но Аксаковым было разрешён въезд в СССР — на работу по освоению целинных и залежных земель — и семья Аксаковых оказалась в совхозе «Новоивановский» Омской области С. С. Аксаков получил работу руководителя фортепианных и теоретических классов в музыкальной школе города Тара Омской области. За время пребывания в Омской области Аксаков написал концерт для фортепиано с оркестром (1952), фантастический танец для фортепиано (1952), концертный этюд (1954), романсы и песни.
В конце концов, Аксакову удалось выехать в Минск, где он трудился до самой смерти в сентябре 1968 года. В течение года, ожидая квартиру, Аксаковы жили в номере люкс минской гостиницы «Беларусь» на полном обеспечении государства. В Минске он написал: концертную увертюру (1956), симфоническую фантазию «Над Неманом» (1958), симфоническую поэму «В Журавской пуще» (1961), этюды, вальсы, «Марш молодежи» (1956), «Песнь о Ленине» (1958), «Моя Беларусь» (1958), «Песню о Минске» (1958), романсы. В начале 1960-х годов С. С. Аксаков был принят в члены Союза композиторов СССР.
Когда в 1961 году С. С. Аксакову исполнилось 70 лет, Союз композиторов БССР, членом которого Аксаков стал вскоре после возвращения, широко отметило это событие.

Произведения, написанные в Китае, наконец-то увидели свет. Они исполнялись на концертах, песни пелись в хоровом исполнении и на эстраде, на радио был открыт цикл передач с участием Сергея Сергеевича Аксакова. В 1999 году в книге известного исследователя русской эмиграции Г. Мелихова «Китайские гастроли. Неизвестные страницы жизни Ф. И. Шаляпина и А. Н. Вертинского», была помещена рецензия С. С. Аксакова на творчество Фёдора Шаляпина, напечатанная ещё в 1936 году в эмигрантских газетах «Шанхайская Заря», «Слово» и «Заря».

## Произведения
Романсы и дуэты
- Колыбельная, сл. А. Майкова (1927)
- Ночь, сл. А. Голенищева-Кутузова (1928)
- Осенняя песня, сл. В. Чванова (1930)
- «Угас последний луч…», сл. В. Эшпар (1934)
- «Мне холодно», сл. В. Гофмана (1935)
- «Колыбельная Бил… «, сл. В. Брюсова (1938).
- «Сказка», сл. В. Брюсова (1940)
- «Когда умру я…», сл. А. Плещеева (1951)
- «Из Гейне», сл. А. Плещеева (1951)
- Цикл «Три женские песни», сл. А. Ахматовой (1934)
- «Пусть небо серое», сл. С. Зубава (1952)
- «Песня о Родине», сл. А. Разина (1955)
- «Письмо», сл. Н. Гофмана (1957)
- «Пора настала…», сл. Н. Кириенко (1957)
- Дуэт «Из Данте», сл. В. Брюсова (1950)
- Дуэт «Где… над омутом …», сл. А. Толстого (1952)